# 山海关八国联军营盘旧址
山海关八国联军军营旧址，位于中国河北省秦皇岛市山海关区。为秦皇岛市的一个全国重点文物保护单位，类型为近现代重要史迹及代表性建筑，历史年代为清。1993年7月15日公布为河北省文物保护单位，2006年公布为全国重点文物保护单位。